# Lourenço Fernandes da Cunha
Lourenço Fernandes da Cunha (c. 1145 - Outubro de 1225-Outubro de 1228) foi um nobre e cavaleiro medieval do Reino de Portugal. Cerca do ano de 1214 mandou escrever o que é considerado o primeiro documento escrito em português, a chamada Notícia de Torto.

## Filiação
Foi filho de Fernão Pais da Cunha (1103 - c. 1180), 2.º Senhor da Honra da Cunha e 2.º senhor consorte de Tábua e de sua mulher Mor Uzbertiz.

## Biografia
Segundo alguns historiadores nasceu no solar da família, na antiga freguesia de São Miguel da Cunha, concelho de Braga, e criado em casa de Pedro Silvestre, na freguesia de São Tomé de Moimenta.
Em junho de 1171, com os pais já falecidos, sua irmã Elvira Fernandes, com a outorga de seus tios e primos de Coimbra, procedeu-lhe à venda, pela quantia de 40 morabitinos, do solar que possuía em freguesia da Cunha, local onde Lourenço se encontrava a fazer uma quinta com a respectiva torre senhorial. Este facto mostra que já era de maior idade e proprietário abastado.
Era um cavaleiro da Honra de Varzim (Honrra de Veracim), sistema feudal que floresceu na Europa do século XI e XII, com heranças mantidas juntas e administradas em conjunto, com caput no centro da Póvoa de Varzim (Villa Veracin), onde tinha o seu palácio e de seus filhos. Neto paterno de Paio Guterres da Cunha, que o conde D. Henrique reconheceu como Senhor de Varzim, ganhou vários domínios pelo reino, o poder deste cavaleiro e por acreditar que a sua família conspirava contra o rei, levou D. Sancho a destruir-lhe a torre de Cunha, várias propriedades agrícolas em Cunha e Varzim, e capturou o Porto de Varzim, este último persistirá a ser uma questão entre a honra de Varzim e os réis portugueses até ao reinado de D. Dinis.
Foi Cavaleiro Fidalgo e o 3.º Senhor da Honra da Cunha e o 3.º Senhor de Tábua de juro e herdade. O importante documento medieval denominado Notícia de Torto, escrito entre 1211 e 1216, que é o mais antigo documento particular datável conhecido escrito em português, apresenta-nos uma importante narrativa dos agravos que o nobre Lourenço Fernandes da Cunha sofreu às mãos de outros senhores.
Padroeiro das igrejas de Tábua e São Miguel da Cunha e dos mosteiros de São Simão da Junqueira, São Salvador do Souto e Santo Estêvão de Vilela, etc. Foi senhor de muitos bens espalhados pelo Minho, Douro e Beira Alta. Documentado desde 1171 e falecido entre 1225 e 1228. Documenta-se com sua mulher em 1202.

### Ataque a Sevilha
Em 1176 Lourenço Fernandes, foi um dos Cavaleiros que acompanharam o infante D. Sancho I no ataque à cidade de Sevilha, detida pelos mouros. Lourenço procedeu nesta cidade ao saque do Bairro de Triana, tendo regressado a Portugal e aos seus domínios com os despojos.

### Domínios
Com o seu casamento ocorrido com Sancha Lourenço de Macieira, Lourenço recebe importantes bens; fez numerosas compras, de que ainda existem 24 escrituras, recebeu doações de particulares e doações régias e ainda além disso procedeu a ocupações territoriais abusivas, todos estes factores levaram Lourenço a acumular uma vasta fortuna territorial, distribuída pelos concelhos de Barcelos, Braga e Póvoa de Varzim, Guimarães, Santo Tirso, Coimbra, Tábua, termos de Águeda e Vouga e a outras terras. Embora de forma mais concentrada nos concelho de Barcelos, Braga e Povoa de Varzim.
Foi quem em 1099 procedeu ao povoamento de Aver-o-Mar, freguesia da Póvoa de Varzim. As Inquirições reais de 1258 informam que Aver-o-Mar é "a terra é honra de Cavaleiros".
Foram os habitantes ou os cavaleiros que procederam à construção, por volta do século XV de uma capela dedicada a Nossa Senhora das Neves que actualmente é a padroeira da freguesia.
Manteve boas relações com o rei D. Afonso II de Portugal, que lhe veio a doar bens em na freguesia de Souto, concelho de Guimarães.
Este Gomes Lourenço aparece nas Inquirições do ano 1258 e do ano de 1290 com propriedades em São Paio de Figueiredo, concelho de Guimarães, em São Cristóvão de Rio Mau e São Miguel de Argivai, concelho de Póvoa de Varzim.

### Ataques de D. Sancho I
No documento «Mentio de malefactoria» ele queixa-se de o rei de D. Sancho I de Portugal lhe ter mandado “ermar 70 casais com cem homens de maladia e incendiar a quinta e casais” que tinha na freguesia de Cunha. Este documento leva à conclusão de que se tratava de um rico cavaleiro, a quem, na mesma altura, “tomaram 40 escudos, capacetes de ferro e muitas outras armas…capellos de ferro et multa alia arma”.
Esta perseguição por parte do rei exposta no «Mentio de malefactoria», deu-se nos fins do reinado de D. Sancho I, e depois do mês de abril de 1210. A torre de Cunha foi destruida. O rei ordenou a destruição de várias das suas propriedades em Varzim, incluindo 10 dos 17 casais de Varzim. O rei tomou a terra, destruiu as propriedades e expulsou os povoadores.
Aproveitando-se destes acontecimentos, Lourenço Fernandes da Cunha e família foram sujeitos a uma série de roubos, violências por parte, de vários nobres, mas principalmente da parte dos filhos de D. Gonçalo Ramires, que possuía uma honra antiga na freguesia de Cunha, e que era seu conterrâneo e parente.
Não obstante estes acontecimentos, Lourenço conseguiu conservar e recuperar parte da fortuna, que acabou por deixar a esposa e aos filhos.

### Falecimento
Embora não sejam conhecidos documentos de óbito os historiadores de deduzem que deve ter falecido entre Outubro de 1225 e Outubro de 1228, dado que em Outubro de 1225 aparece a fazer uma compra juntamente com a esposa, enquanto na segunda data, Outubro de 1228, é somente a esposa que aparece a fazer uma compra, não voltando Lourenço a intervir em qualquer outro documento conhecido.
Todos os filhos de Lourenço Fernandes foram fidalgos de fortuna e com influência, embora como é natural, houve uns que sobressaíram como foi o caso informado pelo Nobiliário do Conde D. Pedro; “D. Gomez Louremço foy muito honrrado e de gram fazemda e foy padrinho delrey Dom Dinis de Portugal” e “Egas Loureraço foy o melhor e mais honrrado de seus irmãaos”.

## Casamentos e descendência
Casou por duas vezes, a primeira a 24 de Outubro de 1198 com D. Sancha Lourenço de Maceira, documentada nas Inquirições de 1258 e 1288, filha de Lourenço Gomes de Maceira, de quem teve:
1. Gomes Lourenço da Cunha, casado por duas vezes, a primeira com Teresa Gil da Arões e a segunda com Maria Martins do Vinhal;
2. Egas Lourenço da Cunha, "o melhor e o mais honrado de seus irmãos", cavaleiro que teve participação destacada na conquista do Algarve (1249);[6]
3. João Lourenço da Cunha, fundador e 1.º senhor do Morgado de Tábua, que deixou a seu irmão Vasco Lourenço;
4. Maria Lourenço da Cunha, casou com Rodrigo da Nóbrega;
5. Vasco Lourenço da Cunha (1210 -?), 2.º senhor do morgado de Tábua, casado com Teresa Pires de Portel;
6. Mor Lourenço da Cunha, casou com Estêvão Lavandeira;
7. Martim Lourenço da Cunha (?-?), casou (c. 1210 -?) com Sancha Garcia de Penha filha de Garcia Fernandes de Penha (1180 -?) e de Teresa Pires de Baião (1190 -?);
8. Urraca Lourenço da Cunha (fundadora de um vínculo no ano de 1269 que, no século XVI, tinha como administrador Vicente Novais da Cunha[7] e depois passaria por sucessão para os senhores da honra de Barbosa),[8] casou com Martim Martins Dade, que foi alcaide-mor do Castelo de Santarém;
9. Sancha Lourenço da Cunha, foi freira no Mosteiro de Vairão;
10. Marinha Lourenço da Cunha;
11. Domingos Lourenço da Cunha

O segundo casamento foi com:
Maria Martins do Vinhal (c. 1190 -?), de quem não teve descendência.
Fora do casamento teve:
1. Vicente Lourenço da Cunha;
2. Maria Lourenço da Cunha.